# Gunnera lozanoi
Gunnera lozanoi är en gunneraväxtart som beskrevs av L.E. Mora-osejo. Gunnera lozanoi ingår i släktet gunneror, och familjen gunneraväxter. Inga underarter finns listade.